# Daniela Jentsch
Daniela Jentsch-Driendl (Füssen, 15 januari 1982) is een Duits curlingspeelster.

## Carrière
Jentsch speelde haar eerste internationale toernooi in 1997 in het team van Natalie Nessler. Ze werd skip van het Duitse junioren damesteam en won twee gouden medailles op het B-niveau in 2001 en 2002.
Ze deed in 2000 voor het eerst mee met het wereldkampioenschap curling in het team van Petra Tschetsch, maar miste de play-offs.
Op het Europees kampioenschap wist Jentsch reeds tweemaal brons te veroveren, in 2018 en 2021.

## Palmares
Europese kampioenschappen
- 2018:  Tallinn, Estland
- 2021:  Lillehammer, Noorwegen